# Otterbäcken
Otterbäcken ist ein Ort (tätort) in der schwedischen Provinz Västra Götalands län und den historischen Provinzen Västergötland und Värmland.
Der Ort liegt etwa 30 Kilometer nordöstlich der Stadt Mariestad am Vänern in der Gemeinde Gullspång.
Otterbäcken war schon früh ein wichtiger Umschlagplatz für Roheisen und Holz am Vänern. Durch den Bau der Eisenbahn wuchsen der Ort und der Hafen im 19. Jahrhundert schnell. Der Ort ist der einzige natürliche Tiefwasserhafen des Vänern und einer der größten Vänerhäfen mit einem Handelsvolumen von über 500.000 Tonnen pro Jahr.